# Luis Lozano Rey
Luis Lozano Rey (Madrid, 11 de juliol de 1879 – 12 de setembre de 1958) va ser un naturalista i ictiòleg espanyol, membre de la Reial Acadèmia de Ciències Exactes, Físiques i Naturals.
Va ser Doctor en Ciències Naturals i catedràtic de Vertebrats de la Facultat de Ciències de la Universitat de Madrid i cap de la Secció de Vertebrats del Museu Nacional de Ciències Naturals d'Espanya. Era cunyat del també científic Odón de Buen y del Cos, fou assessor tècnic de la direcció general de Pesca i professor agregat de l'Institut Espanyol d'Oceanografia. Especialitzat en ictiologia, entre 1928 i 1960 va publicar en quatre toms un estudi general i descriptiu dels grups taxonòmics i espècies dels peixos de mar i de riu d'Espanya.
Després de la guerra civil espanyola va ser col·laborador del Consell Superior d'Investigacions Científiques sobre ictiologia i va fomentar campanyes per a l'estudi de la fauna autòctona. El 1952 fou escollit acadèmic de la Reial Acadèmia de Ciències Exactes, Físiques i Naturals, va ingressar l'any següent amb el discurs Importancia de la fauna ibérica y necesidad de intensificar su estudio y protección. També fou membre i president de la Reial Societat Espanyola d'Història Natural, de la Reial Societat Geogràfica d'Espanya i de l'Associació Espanyola per al Progrés de les Ciències.

## Obres
- Fauna Ibérica. Peces (1928)
- Peces Ganoideos y Fisóstomos (1947)
- Peces Fisoclistos I (1952)
- Peces Fisoclistos II (1952)